# (11792) Sidorovsky
(11792) Sidorovsky est un astéroïde de la ceinture principale.

## Description
(11792) Sidorovsky est un astéroïde de la ceinture principale. Il fut découvert le 26 septembre 1978 à Naoutchnyï par Lioudmila Jouravliova. Il présente une orbite caractérisée par un demi-grand axe de 2,62 UA, une excentricité de 0,29 et une inclinaison de 4,5° par rapport à l'écliptique.

## Compléments